# Stazione di Torre Annunziata Città
Stazione di Torre Annunziata Città vasútállomás Olaszországban, Torre Annunziata településen.

## Vasútvonalak
Az állomást az alábbi vasútvonalak érintik:
- Nápoly–Battipaglia-vasútvonal
- Torre Annunziata-Castellammare di Stabia-Gragnano-vasútvonal

## Kapcsolódó állomások
A vasútállomáshoz az alábbi állomások vannak a legközelebb:
- Stazione di Santa Maria la Bruna
- Stazione di Torre Annunziata Centrale